# St. Maria (Steinsfeld)

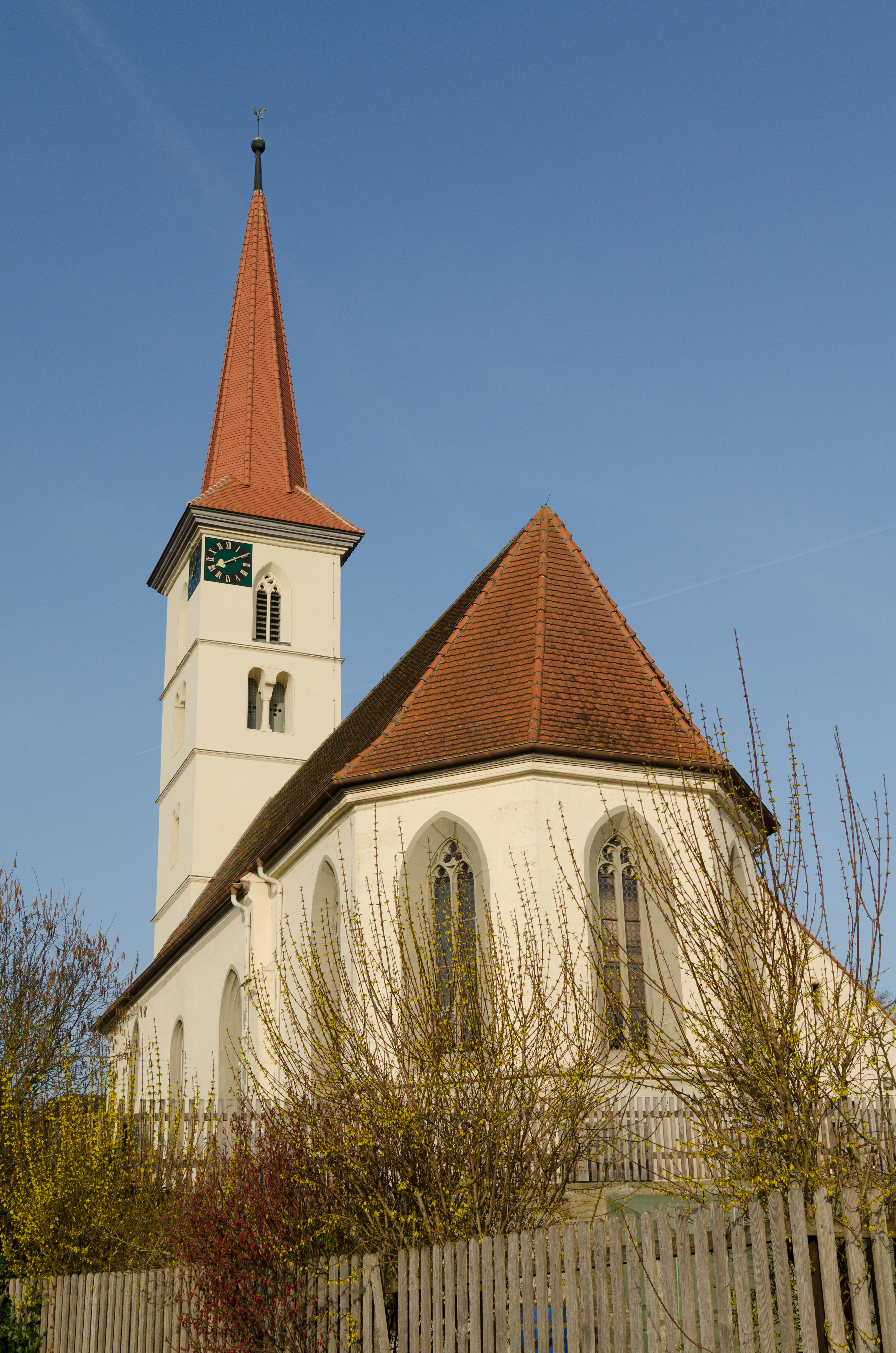
St. Maria (Steinsfeld)

Die denkmalgeschützte, evangelisch-lutherische Pfarrkirche St. Maria steht in Steinsfeld, einer Gemeinde im Landkreis Ansbach (Mittelfranken, Bayern). Die Kirche ist unter der Denkmalnummer D-5-71-205-1 als Baudenkmal in der Bayerischen Denkmalliste eingetragen. Die Pfarrei gehört zum Dekanat Rothenburg ob der Tauber im Kirchenkreis Ansbach-Würzburg der Evangelisch-Lutherischen Kirche in Bayern.

## Beschreibung
Das Langhaus und der Kirchturm im Westen der Saalkirche wurden im Kern Mitte des 13. Jahrhunderts gebaut. Nach 1321 wurde der eingezogene, dreiseitig geschlossene Chor im Osten angebaut, die Sakristei an seiner Nordwand errichtet und der Kirchturm auf  fünf Geschosse aufgestockt und mit einem achtseitigen Knickhelm bedeckt. Das oberste Geschoss beherbergt die Turmuhr und den Glockenstuhl. Der Innenraum des Chors ist mit einer Flachdecke überspannt, der des Langhauses mit einer Holzbalkendecke. Die Emporen an den Längsseiten des Langhauses reichen bis zur Empore, auf der die Orgel steht. Sie hat 10 Register, zwei Manuale und Pedal und wurde 1975 von Konrad Koch im Prospekt von 1779 eingebaut.